# Cinémathèque régionale de Bourgogne Jean-Douchet
La Cinémathèque régionale de Bourgogne Jean-Douchet (portant le nom de Jean Douchet) est fondée en 2004 par l’association AdKamera.
Elle est située au 27 rue parmentier à Dijon en Bourgogne-Franche-Comté. La cinémathèque est dédiée à la mémoire du cinéma. Elle œuvre à la sauvegarde ainsi qu’à la préservation de toutes les formes de cinéma, et participe à la définition et la diffusion de l’histoire du cinéma mondial.

## Historique
L’association Adkamera fondée en 1997 a pour but la constitution, en Bourgogne, d’archives et leur utilisation la plus complète dans l'intérêt de l'art et l'histoire. Elle devient gestionnaire en 2004 de la Cinémathèque régionale de Bourgogne Jean Douchet.
À ce jour, la cinémathèque conserve plus de 12 000 films et 65 000 documents non films. Elle compte près de 500 déposants et 300 adhérents.
Le 18 novembre 2014 à Bruxelles, le Comité Directeur de la FIAF (Fédération internationale des archives du film) a approuvé unanimement l’admission de la cinémathèque en tant qu’Associé.
L'association est également membre des fédérations de la Ligue de L'enseignement 21, et Images en bibliothèque et de l'association française du cinema d'animation.
Le 24 mai 2016 à Saint-Étienne, l’assemblée générale de la Fédération des cinémathèques et archives de films de France approuve l’adhésion de la cinémathèque comme membre de la FCAFF. La Cinémathèque devient ainsi la première structure bourguignonne à rejoindre cette fédération de renommée nationale créée en 1997 et qui regroupe 17 autres structures.
En juillet 2017, la Cinémathèque s'installe en centre ville de Dijon au 27 rue Parmentier.

## Missions
La Cinémathèque régionale de Bourgogne Jean Douchet a pour missions de :
- Collecter, cataloguer, conserver tout ce qui a attrait au cinéma, films ou non films (photographies, articles, revus, livres, manuscrits, journaux, programmes, partitions musicales, matériel de publicité, scénarios, texte imprimés, manuscrits ou dactylographiés, maquette de décors, dessins, costumes, souvenirs)[5]. La Cinémathèque régionale de Bourgogne mène une politique d'acquisition par le don et le dépôt quotidien.
- Protéger le patrimoine cinématographique.
- Valoriser, les documents et les films collectés. Cette valorisation contribue à la mémoire collective cinématographique et audiovisuelle, à une meilleure connaissance de l’histoire de la cinématographie. Cela passe par des cycles de projections, des évènements ponctuels de promotions du cinéma ainsi que des expositions.

## Projets
- C.R.A.C. (Collecte Régionale des Archives Cinématographiques)

Ce projet repose sur trois étapes, la numérisation, la conservation, et la valorisation.
- La numérisation : Les supports pellicules et analogiques sont fragiles, ils se dégradent avec le temps.

La numérisation permet donc de sauver le patrimoine. Numériser les films c'est transformer l'œuvre originale en un fichier numérique soit par « télécinéma » pour la pellicule, soit par « transcodage » pour la bande vidéo. Le fichier numérique obtenu permet l'exploitation et la diffusion du film sur les plateformes médias numériques actuelles (station de montage, vidéoprojection, web).
- La conservation : Le rôle central d'une cinémathèque régionale est de permettre à tous de participer à cette collecte, d'enrichir les collections créées et de bénéficier des meilleures conditions de conservations actuelles pour ses archives. La Cinémathèque régionale de Bourgogne va à la rencontre des personnes, qu’elles soient représentantes d'un service d'archives, un musée, une école, une association, un collectionneur, un possesseur d'archives, de films, de documents papiers... afin de leur proposer d'intégrer ce grand projet régional. La conservation permet une garantie de pérennité pour les films collectés.
- La valorisation : La possibilité de partager des documents dont l’intérêt dépasse souvent le cadre familial contribuera à la mémoire collective cinématographique et audiovisuelle de la région. Plusieurs possibilités de valorisation sont ainsi possibles : expositions, édition de livre, réalisation de documentaire, promotion du patrimoine local en lien avec les acteurs socio-économiques locaux. L’utilisation des documents confiés au projet CRAC est faite dans le respect et l’accord de l’ayant droit, conformément aux conventions de dépôt contractualisées.

## Partenariat
La Cinémathèque est partenaire des institutions :
- Le consortium
- Le musée de la photographie Niepce
- La Galerie d'Art Usani